# Callipechis flavipes
Callipechis flavipes är en skalbaggsart som beskrevs av Hermann Burmeister 1842. Callipechis flavipes ingår i släktet Callipechis och familjen Cetoniidae. Inga underarter finns listade.